# Абрамов, Михаил Иванович
Михаил Иванович Абрамов (1 или 3 ноября 1885 года (по разным документам), село Роговое, Пронский уезд, Рязанская губерния — 29 ноября 1937, Калининская область) — протоиерей Русской православной церкви, священномученик.

## Биография
Родился в деревне Роговой Дурновской волости Пронского уезда Рязанской губернии в крестьянской семье. В 1897 году поступил в Скопинское духовное училище, которое окончил в 1901 году по второму разряду.
Михаил Абрамов продолжил учёбу в Рязанской духовной семинарии, по окончании которой в 1907 году определён к церкви Покрова Божией Матери города Пронска в качестве псаломщика и законоучителя в церковно-приходской школе.
В 1908 году указом епископа Рязанского и Зарайского Никодима (Бокова) определён ко Введенской церкви села Чулкова Пронского уезда, где 3 августа был хиротонисан во пресвитера.
В 1912 году отец Михаил переведён в Николаевскую церковь села Мостья Ряжского уезда Рязанской губернии, где он также законоучительствовал в церковно-приходской школе. За усердную службу в марте 1913 года награждён набедренником.
В феврале 1914 года отец Михаил переведён в село Богослово Епифанского уезда Тульской губернии, где стал преемником по церковному служению своего тестя священника Андрея Головина.
В мае 1916 года за особые труды (устройство яслей для детей) по обстоятельствам военного времени епархиальным начальством отмечен наградой.
После революции 1917 года, как и большинство священников, отец Михаил подвергался притеснениям и репрессиям (лишение избирательных прав, непомерные налоги и пр.).
В 1928 году он был арестован и осуждён по статье 72 Уголовного кодекса РСФСР, по которой отбывал 1 год лишения свободы в Тульском исправдоме с 14 января 1929 по 14 января 1930 года.
С 28 декабря 1930 года протоиерей Михаил Абрамов служил священником храма Похвалы Пресвятой Богородицы в селе Городище на Дубненском устье (ныне в составе города Дубна).
В 1934 году произошёл его второй арест и трёхлетняя ссылка по ст. 58-10 Уголовного кодекса (пропаганда или агитация, содержащие призыв к свержению, подрыву или ослаблению Советской власти или к совершению отдельных контрреволюционных преступлений и т. д.).
В начале 1937 года протоиерей Михаил Иванович Абрамов вернулся из ссылки на свое прежнее место служения — в храм Похвалы Пресвятой Богородице.
13 ноября 1937 года был вновь арестован. Судя по материалам дела, на момент допроса следствие не располагало никакими данными об антисоветской деятельности протоиерея Михаила. Новые материалы в деле появились позже. В справке, выданной Александровским сельсоветом 20 ноября, утверждалось: «Абрамов, враждебно настроенный к Советской власти, систематически занимался среди отсталой части колхозников, единоличников в Александровском сельсовете антисоветской агитацией против колхозного строительства».
Тройка УНКВД Калининской области 27 ноября слушала дело № 6916 Кимрского районного отдела по обвинению Абрамова Михаила Ивановича в антисоветской деятельности и приговорила его к расстрелу. Постановление приведено в исполнение во внутренней тюрьме НКВД КО 29 ноября 1937 года. Протоиерей Михаил Абрамов погребён в безвестной могиле.
В 2000 году прославлен и канонизирован Русской православной церковью в лике священномученика в Соборе святых новомучеников и исповедников российских.
Реабилитирован в марте 1989 года по заключению Тверской областной прокуратуры.

## Семья
- Жена — Евдокия (в девичестве Головина; род. 1890), выпускница Рязанского епархиального училища[2]. Венчание состоялось 25 июля (7 августа) 1908 года в церкви села Богослово.
  - Сын — Владимир (род. 1909)
    - Внучка — Светлана Владимировна Львова

  - Сын — Леонид (род. 8.08.1913)